# 南康 (作家)
南康白起（又名白起或南康，1980年5月26日—2008年3月9日），生於遼寧，長於內蒙古，為中國大陸地區網絡作家、同性戀者。在晉江用筆名「白起」，然後到天涯用筆名「南康」；因著有《浮生六記》、《我等你到三十五歲》等作品而在晉江文學城、天涯社區为人所知，后因其投江而被許多群体所关注。

## 生平
南康在1999年的时候南下长沙，到中南大学读书，遇到了后来的男友，在2002年與男友开始交往，後戀愛至2006年，他们曾同居於母校附近，在恋爱时南康白起以自己与男友的恋爱的经历改写成了作品《浮生六記》。2006年1月1日，他的相恋时长七年的男友因為受不了社會和家庭的壓力而結婚，而与其分手并同另一女子結婚，在此后他曾撰文《我等你到三十五歲》這是以他與男友故事為題材撰寫而成。其內容表示爱恋及决心，此時文風和字裡行間憂鬱充斥其中，当时的他疑患憂鬱症。他在2008年3月9日與朋友最後一次聯繫後失踪，不久后在長沙投湘江自盡，屍身順江漂流18天，3月27日於岳陽（湘陰段）發現並打撈，疑因其男友成婚促使其抑鬱症加重后自殺。当时的他年仅27歲。

## 关注
在其逝世后，伦桑、少司命、司夏、西瓜JUN等许多网络歌手为其写歌唱歌，如《往日如风 （页面存档备份，存于）》《我等你到三十五岁 （页面存档备份，存于）》《风华转瞬》《三月凉》《葬春》《时年》《轮回休止》《约期无人赴》《会飞的鱼》等等。
2015年时，南康35岁，网络上再次对其进行追忆。

## 代表作品
- 《戀人未定》（2004年）耽美短篇小說
- 《妖狐》（2004年）耽美長篇小說
- 《浮生六記》（2004年）隨筆小說
- 《但願人長久》（2004年）耽美短篇小說
- 《惘然劫》（2005年）耽美長篇小說
- 《妖狐番外》（2005年）耽美短篇小說
- 《宿命》（2005年）耽美同志小說
- 《三人行》（2005年）耽美小說
- 《我等你到三十五歲》（2006年）隨筆小說

但其中许多作品已2019年被晋江锁定。

## 外部連結
- 南康專欄 （页面存档备份，存于）（简体中文）